# Perspinolidia peruviensis
Perspinolidia peruviensis är en insektsart som beskrevs av Nielson 1989. Perspinolidia peruviensis ingår i släktet Perspinolidia och familjen dvärgstritar. Inga underarter finns listade i Catalogue of Life.